# Luís I, Conde da Baixa Hesse
Luís I de Hesse, chamado de "o pacífico" (em alemão:  Ludwig) (Spangenberg, 6 de fevereiro de 1402 - 17 de janeiro de 1458) foi Conde de Baixa Hesse de 1413-1458.
Ele era filho de Hermano II, Conde de Hesse e Margarida, filha de Frederico V de Nuremberga. Ele se casou com Ana (5 de junho de 1420 - 17 de setembro de 1462) filha de Frederico I, Eleitor da Saxônia em 13 de setembro de 1436.  Seus filhos eram:
- Luís II (7 de setembro de 1438 - 8 de novembro de 1471)
- Henrique III (15 de outubro de 1440 - 13 de janeiro de 1483)
- Hermano IV , Arcebispo de Colônia (1450 - 19 de outubro de 1508)
- Elisabete (1453 - 22 de abril de 1489), casou-se com João III, conde de Nassau-Weilburg
- Frederico (1458-1 de junho de 1463)

Depois de 1425, um conflito com o Eleitorado de Mainz sobre as reivindicações de poder em Hesse irrompeu em um conflito aberto e o Arcebispo Conrado III de Mainz sofreu uma derrota decisiva em Fulda em 1427.